# Carlo Cossio
Carlo Cossio   (Udine, 1 de gener de 1907 - Milà, 10 d'agost de 1964) va ser un animador i dibuixant de còmics italià.

## Biografia
Nascut a Udine, Cossio va començar la seva carrera l'any 1928 com a animador, realitzant diversos curtmetratges en col·laboració amb el seu germà Vittorio. Va debutar com a dibuixant de còmics col·laborant amb la revista infantil Cartoccino dei piccoli, i després va obtenir un gran èxit amb la sèrie de còmics Dick Fulmine, que va co-crear amb Vincenzo Baggioli el 1938.
En els anys següents Cossio va crear i il·lustrar diverses sèries com Furio Almirante, Buffalo Bill, Kansas Kid, Tanks pugno d'acciaio, X-1, La Freccia D'Argento. El 1955 va decidir retirar-se, fent només un retorn ocasional als còmics poc abans de la seva mort per a la sèrie de còmics Kolosso. Va morir de càncer a Milà el 10 d'agost de 1964, a l'edat de 57 anys.